# Nekoř
Nekoř település Csehországban, az Ústí nad Orlicí-i járásban. Nekoř Mistrovice, Líšnice, Letohrad, Sobkovice, Šedivec, Studené, Pastviny és Lukavice településekkel határos. Lakosainak száma 983 fő (2024. január 1.).

## Népesség
A település lakosságának változását az alábbi diagram mutatja:
| Lakosok száma | 1758 | 1670 | 1660 | 1070 | 947  | 909  | 933  | 937  | 925  | 983  |
|               | 1869 | 1900 | 1921 | 1961 | 1980 | 2011 | 2016 | 2019 | 2021 | 2024 |